# Rolla Neil Harger
Rolla Neil Harger, ameriški farmakolog in izumitelj, * 14. januar 1890, Nebraska ali okrožje Decatur, Kansas, Združene države Amerike, † 8. avgust 1983.
Znan je kot izumitelj enega prvih alkotestov z imenom »Pijanometer« (drunkometer) za testiranje alkoholiziranosti, leta 1931. Leta 1936 je bil njegov izum patentiran. Med leti 1922 in 1960 je deloval kot predavatelj na oddelku za biokemijo in toksikologijo na medicinski fakulteti Univerzi Indiane (Indiana University School of Medicine), kjer je bil med 1933 in 1956 direktor oddelka za biokemijo in farmakologijo.
Diplomiral je na univerzi Yale (Yale University) leta 1922. Istega leta je dobil službo kot docent na Univerzi Indiane, na takrat novoustanovljenjem oddelku za biokemijo in farmakologijo.
Leta 1931 je izumil napravo za ugotavljanje vožnje pod vplivom alkohola. Leta 1938 je bil eden izmed petih ljudi, ki so bili izbrani v pododbor državnega varnostnega sveta (National Safety Council), ki je pripravil okvirno zakonodajo za ugotavljanje prisotnosti alkohola v krvi voznikov motornih vozil.